# Конфалоньери, Мария Джулия
Мария Джулия Конфалоньери (30 марта 1993) — итальянская велогонщица, выступает за сборную Италии в различных дисциплинах как на треке, так и на шоссе. Бронзовый призёр чемпионата мира 2018. Чемпионка Европы в гонке по очкам 2018 года.

## Победы
На Чемпионате мира по трековым велогонкам в Апелдорне в 2018 году в мэдисоне завоевала бронзовую медаль. На Чемпионате Европы по трековым велогонкам в Глазго в 2018 году в гонке по очкам впервые в карьере стала чемпионкой Европы.